# David Ferrer
Este artículo trata sobre el tenista; para el poeta, véase David Ferrer García.
David Ferrer Ern (Jávea, Alicante, España; 2 de abril de 1982) es un extenista profesional y entrenador de tenis español. Su mejor clasificación en el ranking ATP fue un tercer puesto en julio de 2013, y posteriormente desde octubre de 2013 hasta enero de 2014, a los 31 años y 9 meses. Además fue parte de los 10 mejores tenistas del mundo durante 7 temporadas.
Cuenta con un título de categoría Masters 1000 en París 2012, diez títulos en torneos ATP 500 y dieciséis en torneos ATP 250. Además alcanzó la final de Roland Garros 2013 y del Torneo de Maestros de 2007, como también alcanzó en seis ocasiones finales de torneos Masters 1000: Roma 2010, Montecarlo 2011, Shanghái 2011, Miami 2013, París 2013, y Cincinnati 2014. 
Ferrer fue principalmente reconocido como uno de los tenistas más regulares del circuito ATP, gracias a su estilo luchador y aguerrido. Destaca haber alcanzado 17 cuartos de final como mínimo en torneos de Grand Slam, 10 de los cuales fueron de forma consecutiva desde el Abierto de Australia 2012, hasta Roland Garros 2014, sumado a 45 cuartos de finales como mínimo en torneos Masters 1000. En 2016 fue considerado por la ATP como uno de los 20 mejores tenistas de la historia que no han obtenido un título de Grand Slam. Es el tercer tenista español con más títulos (27) detrás de Rafael Nadal y Manuel Orantes, y el segundo con más victorias en el circuito después de Nadal, ubicado en el puesto 12° entre los más ganadores de la historia de la ATP, con 734 victorias, y el octavo con más partidos disputados, alcanzando los 1.111 enfrentamientos. En términos de ranking, finalizó once temporadas consecutivas entre los Top 20; siete de ellas entre los Top 10, y cuatro de ellas entre los Top 5, logros solo superados por Rafael Nadal en la historia del tenis español.
Ha sido parte de una exitosa generación de tenistas españoles ganadores tres veces de la Copa Davis (en 2008, 2009 y 2011, y finalista en 2012), junto a Rafael Nadal, Juan Carlos Ferrero, Tommy Robredo, Fernando Verdasco, Nicolás Almagro y Feliciano López.
En agosto de 2018 anunció su retirada profesional para mayo de 2019, y el Masters de Madrid 2019 fue su último torneo jugado. Finalmente, el 8 de mayo de 2019, en la ronda de 32 mejores, cayó ante Alexander Zverev, 6-4 6-1.
Curiosamente, en 2020 se convirtió en el entrenador del propio Alexander Zverev, con el que compartió un año entero hasta finalizar su rol de entrenador a principios de 2021.
Actualmente, David Ferrer es director del Torneo Conde de Godó y desde 2023, capitán del equipo español de tenis en la Copa Davis. 

## Carrera

### Infancia
Nació en Jávea (Alicante) y reside en Valencia debido a sus entrenamientos y su mujer. David comenzó a jugar al tenis a la edad de 7 años con su hermano Javier Ferrer Ern y su padre. A los 12 años, comenzó a entrenar junto a su hermano en Tavernes de la Valldigna (Valencia). A los 18 años empezó a entrenar con Javier Piles en Denia, y a los 20 conquistó su primer título ATP en Bucarest (Rumanía).

### Inicios (2000-2001)
Ferrer se convirtió en profesional en 2000, terminando como el número 419 del mundo; ganando en F1 Polonia y F3 España, terminando en segundo lugar en F1 España. En 2001 ganó su primer título Challenger de Sopot y llegó a las semifinales en Manerbio. También llegó a las semifinales en F15 España y F16 España. Terminó el año como 209 del mundo. Ferrer entrenó en Equelite JC Ferrero Sport Academy sus últimos años de Junior con 18 años donde se desarrolló profesionalmente en este deporte y consiguió sus primeros puntos ATP.

### Ascenso al Top 50 (2002-2004)
El 15 de septiembre de 2002 logró su primer título ATP en Bucarest con solo 20 años. Venció al argentino José Acasuso (quinto cabeza de serie) por 6-3 y 6-2. Además llegó a su primera final ATP en su segundo torneo en Umag (venció a los argentinos David Nalbandian y Guillermo Coria; perdiendo ante su compatriota Carlos Moyá). Ganó tres títulos de Challenger. Sus 10 triunfos ATP y 34 de las 35 victorias en Challenger fueron sobre arcilla.
Debutó en los cuatro torneos de Grand Slam y en seis ATP Masters Series. En el Masters de Roma venció al campeón defensor André Agassi en primera ronda (perdiendo con Ivan Ljubičić en segunda ronda). Alcanzó la final en el Torneo de Sopot (contra Guillermo Coria). En dobles llegó a su primera final en Acapulco (junto con Fernando Vicente, cayendo ante Daniel Nestor y Mark Knowles).
Alcanzó los cuartos de final en Buenos Aires, Valencia y en el Masters de Hamburgo (venció al n.º 6 David Nalbandian, perdió contra Guillermo Coria). Avanzó a semifinales en el Torneo de Stuttgart (perdiendo contra Gastón Gaudio). Al final del año llegó a cuartos de final en Bucarest e hizo semifinales en Palermo (perdiendo contra Tomáš Berdych) y Lyon (venció a Juan Carlos Ferrero, perdió con Xavier Malisse).

### Consolidación (2005 - 2007)
En 2005, se colocó entre los 8 mejores de Roland Garros siendo eliminado por el campeón del torneo Rafael Nadal. Ese año fue semifinalista en los Masters Series de Roma y Miami, y cuartofinalista en los Masters de Montecarlo y Madrid. 2006 y 2007 sirvieron para que David consiguiera nuevos títulos ATP.

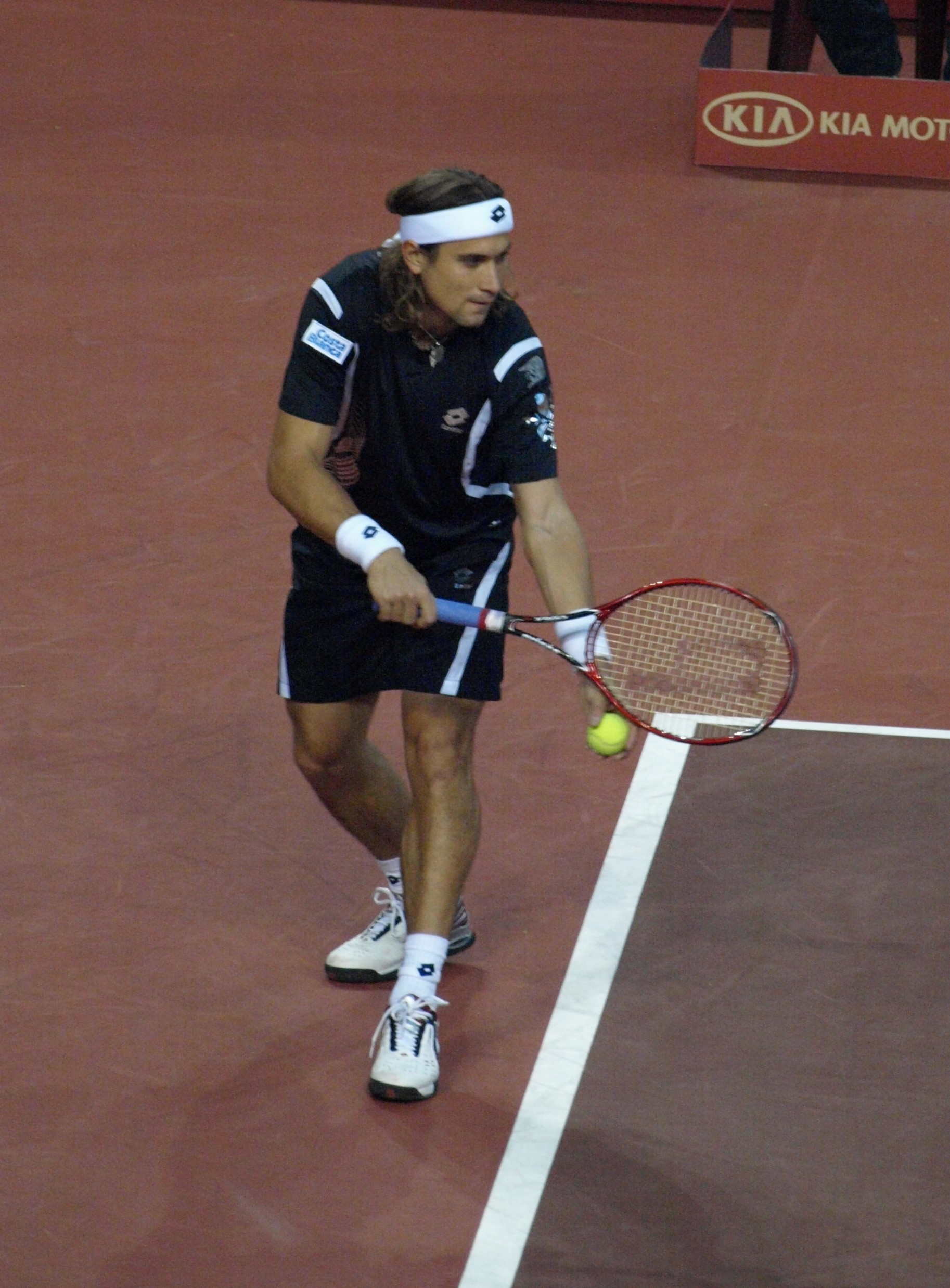
David Ferrer sirviendo durante la Copa de Maestros de 2007.

En septiembre de ese último año, el tenista alicantino consiguió su mayor éxito en el mundo del tenis: colarse en las semifinales del US Open después de mostrar su mejor versión eliminando a rivales de la categoría de Rafael Nadal, David Nalbandian o Juan Ignacio Chela. Este torneo supuso un importante punto de inflexión en la carrera del tenista de Jávea, ya que tras él comenzó a ascender puestos en los rankings. Ganó el torneo de Tokio derrotando en la final al francés Richard Gasquet y cuajó una fabulosa actuación en la Tennis Masters Cup, rindiendo a un nivel espectacular y derrotando a algunas de las mejores raquetas del mundo, como Novak Đoković, Rafael Nadal y Andy Roddick. Solo el número uno, Roger Federer consiguió superarle, por 6-2, 6-3 y 6-2 en la final.

### 2008
El n.º 2 de España (detrás de Rafael Nadal) obtuvo dos títulos ATP en tres finales y llegó a cuartos de final en dos torneos de Grand Slam. Ganó más de 40 partidos por cuarta temporada consecutiva (44).
Comenzó el año con cuartos de final seguidos en Auckland (perdiendo contra Julien Benneteau) y el Abierto de Australia (perdió contra el posterior campeón Novak Djokovic). El 4 de febrero de 2008, recibió el premio al deportista con Mayor Progresión en el 2007 otorgado por la Comunidad Valenciana, en la Primera edición de los Premios Nostresport. Poco después alcanzó su mejor posición en el ranking de la ATP siendo 4.º, posición que repitió durante 14 semanas no consecutivas a lo largo de este año, en el que finalizó 5.º.
En abril, inició la temporada europea sobre polvo de ladrillo al ganar en su natal Valencia, donde derrotó a cinco compatriotas, incluyendo a Fernando Verdasco, Tommy Robredo y Nicolás Almagro en las tres rondas finales. Siguió con los cuartos de final en el Masters de Montecarlo y fue finalista en el Barcelona (perdió con Rafael Nadal en ambas). En Roland Garros alcanzó cuartos de final por segunda vez (2005) con triunfos en cinco sets sobre Lleyton Hewitt y Radek Štěpánek (perdiendo contra Gael Monfils).
Entonces vino su primer título sobre hierba en 's-Hertogenbosch (venciendo a Marc Gicquel) y llegó a la tercera ronda de Wimbledon (derrotado por Mario Ančić).
Regresó a la arcilla en Bastad y avanzó a semifinales (perdiendo contra Tommy Robredo). Quedó 1-3 en pistas duras antes de perder en la tercera ronda del US Open contra el juvenil japonés Kei Nishikori en cinco sets. En los últimos 12 torneos de Grand Slam entre 2006 y 2008 llegó a tercera ronda o mejor en 11 ocasiones. En semifinales de Copa Davis contra USA, remontó una desventaja de 1-2 en sets para vencer al n.º 8 Andy Roddick 8-6 en el quinto set. En octubre avanzó a cuartos en Torneo de Tokio (perdiendo contra Juan Martín del Potro) y cerró con caídas en el debut en los Masters de Madrid (contra Feliciano López) y Masters de París (contra Philipp Kohlschreiber). 
Se hizo con la victoria en Open de Tenis de la Comunidad Valenciana 2008 en el derbi provincial contra Iván Navarro (6-2 6-3).
Campeón con España de la Copa Davis disputada en Mar del Plata (Argentina) entre el viernes 21 y el domingo 23 de noviembre de 2008, participó jugando el primer partido contra David Nalbandian que le derrotó en tres sets 6-3, 6-2, 6-2.
Tuvo registros de 21-7 en tierra batida, 16-15 en dura y 7-1 en césped. Marcó 1-3 vs. Top 10 y sumó más de US$ 1 millón en premios por segunda temporada seguida.

### 2009
El español finalizó en el Top 20 por quinto año consecutivo y el único jugador en ese grupo sin un título durante esa temporada. Avanzó a semifinales o mejor en cinco de sus 16 primeros torneos. 

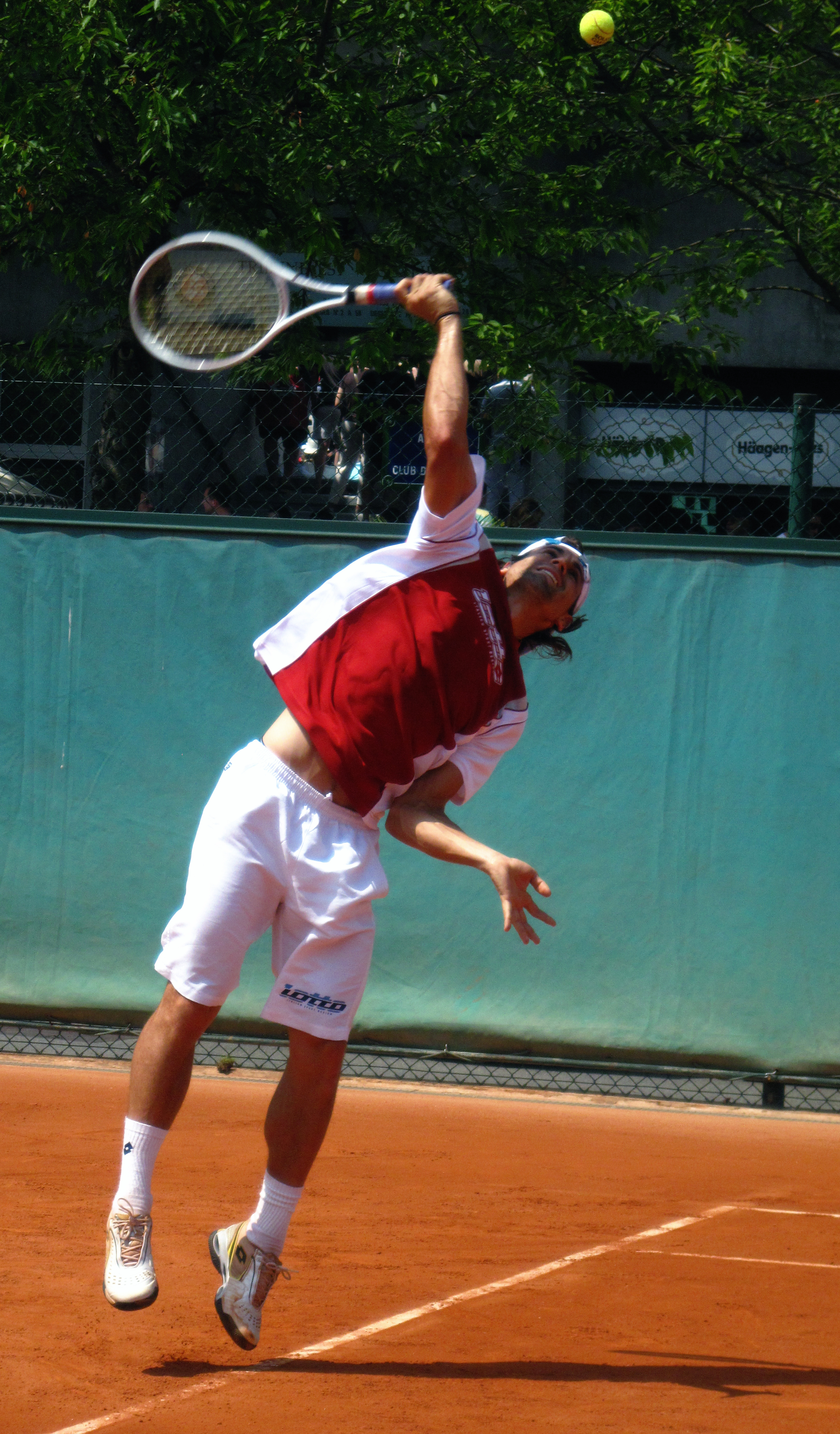
Ferrer sirvendo en Roland Garros 2009.

Abrió con las semifinales de Auckland (contra Sam Querrey) antes de caer en tercera ronda del Abierto de Australia (contra Marin Čilić). Avanzó a semifinales en el Torneo de Johannesburgo (perdiendo contra Jerémy Chardy) a comienzos de febrero y luego llegó a su decimotercera final ATP World Tour en Dubái (perdiendo contra el n.º 3 Novak Djokovic).
En primera ronda de Copa Davis contra Serbia ayudó a su país en el triunfo por 4-1 con triunfos sobre Novak Djokovic en el primer partido y sobre Viktor Troicki en el final. En marzo llegó a cuarta ronda de Indian Wells (perdiendo contra el n.º 7 Andy Roddick en tres sets). Siguió con la cuarta ronda del Masters de Miami (perdiendo contra el n.º 7 Juan Martín del Potro). A fines de abril llegó a la final de Barcelona (de nuevo cayendo ante Nadal) en la repetición de la final. Llegó a tercera ronda de Roland Garros, perdiendo con el posterior finalista Robin Söderling en cuatro sets.
Sobre césped alcanzó los QF de 's-Hertogenbosch y siguió con tercera ronda en Wimbledon (perdió contra Radek Štěpánek en cuatro sets). Regresó a la arcilla y llegó a semifinales de Hamburgo (perdió con Nikolái Davydenko). En agosto debió retirarse por lesión en la rodilla izquierda en el primer set ante Nadal en el Masters de Montreal. En semifinales de Copa Davis contra Israel ganó sus dos partidos en sets corridos. 
También ganó la Copa Davis de 2009, con España, en Barcelona, tras ganar por un contundente 5-0 a la República Checa, con un gran partido épico que remontó contra Radek Štěpánek por 3-6, 6-2, 5-7, 6-0 y 6-1, tras más de 4 horas de partido, dando el segundo punto a España, que luego serviría para vencer. También consiguió el quinto punto (sin trascendencia para la consecución del título puesto que España ya ganaba 4-0) al ganar a Lukáš Dlouhý por 6-4 y 6-2. Ferrer se convirtió en esa edición, en el héroe de la final.[cita requerida]
Sumó 1-7 contra rivales Top 10 y completó registros de 21-13 sobre pista dura, 20-8 en polvo de ladrillo y 4-2 en pasto.

### 2010
Después de un par de caídas en primera ronda a comienzos de la temporada, incluyendo un partido donde tuvo ventaja de dos sets sobre Marcos Baghdatis en el Abierto de Australia, Ferrer regresó con una semifinal en el Torneo de Johannesburgo (perdiendo con Stéphane Robert). Dos semanas más tarde llegó a su decimoquinta final ATP World Tour final en el Torneo de Buenos (perdió ante Juan Carlos Ferrero). Durante esa semana cosechó su triunfo n.º 300 de su carrera con la victoria en cuartos de final sobre Ígor Andréiev.
A la semana siguiente, Ferrer consiguió su octavo título ATP World Tour en Acapulco, con una revancha sobre Ferrero 6-3, 3-6 y 6-1 en la final. Fue la primera vez desde 2001 que dos jugadores se encontraron en dos finales consecutivas (en 2001 en el Masters de Cincinnati, Gustavo Kuerten venció a Patrick Rafter; y en el Torneo de Indianápolis, Rafter se impuso a Kuerten).

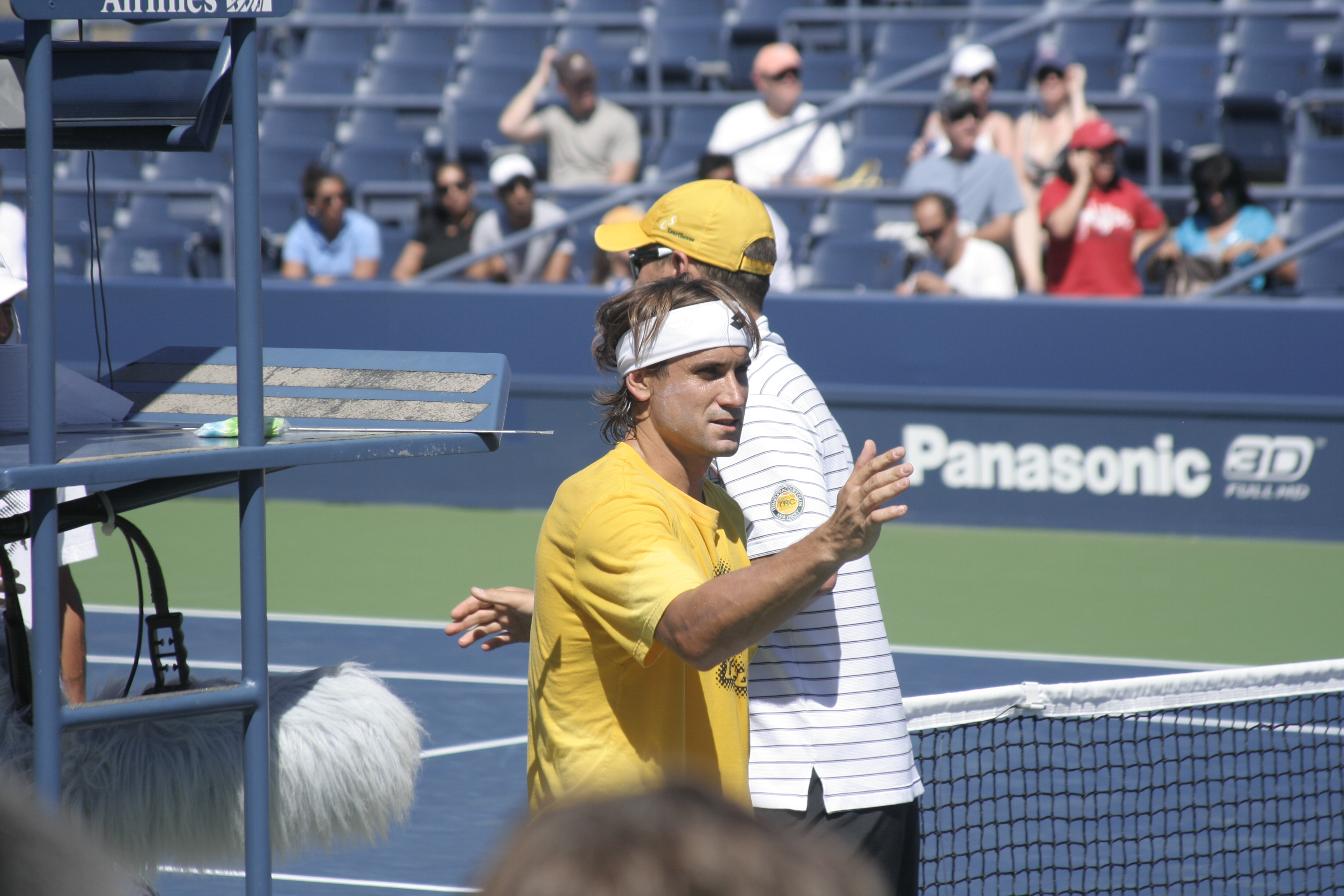
David Ferrer durante el US Open 2010.

En primera ronda de Copa Davis, a comienzos de marzo, ayudó al campeón defensor España a derrotar a Suiza 4-1 con dos triunfos en singles sobre Stanislas Wawrinka y Marco Chiudinelli. Fue cabeza de serie n.º 13 en Indian Wells, pero cayó ante James Blake 6-1 y 6-4 en segunda ronda. Dos semanas después, en el Sony Ericsson Open de Miami, llegó a cuarta ronda antes de perder con Rafael Nadal en sets corridos.
Llegó a semifinales del Masters de Montecarlo (perdió ante Nadal) y Torneo Conde de Godó (ante Fernando Verdasco) antes de avanzar a su primera final de un ATP World Tour Masters 1000 en Roma. Venció a tres jugadores Top 10 (al n.º 5 Andy Murray, al n.º 10 Jo-Wilfried Tsonga y al n.º 9 Fernando Verdasco) en sets corridos camino a la final antes de perder con el n.º 3 Rafael Nadal por 7-5 y 6-2, en una definición interrumpida un par de veces por la lluvia.
Posteriormente doblegó al n.º 11 Marin Čilić y al n.º 4 Murray camino a las semifinales del Masters de Madrid (perdió con Roger Federer en tres sets). Sufrió una caída en sets corridos en tercera ronda ante el posterior semifinalista Jürgen Melzer en Roland Garros, donde finalizó la gira sobre tierra batida.
Igualó su mejor actuación en Wimbledon al llegar a cuarta ronda, con un triunfo en cinco sets ante Jerémy Chardy en la tercera ronda antes de perder con Robin Soderling en cinco sets. Ferrer estuvo a dos puntos de sumar su décima victoria en cinco sets al caer después de tres horas.
Representó a España en su primera caída en tres años en la Copa Davis ante Francia, en los cuartos de final del Grupo Mundial. Perdió el primer partido de individuales del enfrentamiento en cinco sets ante Gael Monfils, con lo que bajó a 13-5 su récord personal en Copa Davis.

### 2011
En 2011 empezó triunfando al ganar el torneo de Auckland en la final ante el argentino David Nalbandian en solo dos mangas 6-3 y 6-2; el argentino nada podría hacer ante un David pletórico durante todo el torneo. Posteriormente, dentro de la gira en Oceanía, se encontró con el primer Grand Slam de la temporada, el Open de Australia, en donde el español hizo un inmenso papel al llegar a semifinales, donde cayó ante el escocés Andy Murray en cuatro sets y en casi cuatro horas de partido por 4-6, 7-6(2), 6-1 y 7-6(2). Antes en cuartos de final derrotó al hasta entonces número uno del mundo Rafael Nadal en solo tres mangas. Tras renunciar a jugar el torneo de Buenos Aires, David se proclamó campeón del Abierto de Acapulco (500), reeditando así el título que había conseguido en la anterior edición, tras derrotar en la final a Nicolás Almagro en tres sets, 7-6(4), 6-7(2), 6-2. 
En marzo jugó en el Masters de Indian Wells donde cayó en segunda ronda con el gigante croata Ivo Karlović por 7-6 (3) y 6-3; después en el Masters de Miami empezó derrotando al ruso Ígor Kunitsyn por 6-1 y 6-2, en tercera ronda venció al indio Somdev Devvarman por 6-4 y 6-2, después también despachó en 2 sets a su compatriota Marcel Granollers por 6-1 y 6-2, pero fue derrotado en cuartos de final por el local Mardy Fish quien venía de derrotar en cuarta ronda al argentino Juan Martín del Potro.
Comenzó la temporada de arcilla en el Masters de Montecarlo y lo hizo aplastando a Feliciano López por 6-2 y 6-0, después derrotó al canadiense Milos Raonic por 6-1 y 6-3, ya en cuartos venció también con facilidad al serbio Victor Troicki por 6-3 y 6-3. Después Ferrer detuvo la marcha del austriaco Jürgen Melzer, quien había ganado en cuartos a Roger Federer, derrotándolo por 6-3 y 6-2, pero fue derrotado por Rafael Nadal en la final. Volvió a su país en el Torneo de Barcelona; en segunda ronda venció al argentino Carlos Berlocq por 6-2 y 6-2, en tercera derrotó al rumano Victor Hanescu por 6-3 y 6-2, nuevamente en cuartos derrotaba al austriaco Jürgen Melzer por 6-3 y 6-3 apenas una semana pasó desde su enfrentamiento en Montecarlo, en semis derrotó a su compatriota Nicolás Almagro por 6-3 y 6-4, pero nuevamente fue derrotado por Rafael Nadal en la final como en las finales del 2008 y 2009. 
En el Masters de Madrid, empezó muy difícil venciendo al francés Adrian Mannarino por 7-5, 0-6, 6-0, en tercera ronda ganó al ucraniano Sergiy Stajovski por 6-3 y 7-6 (3), pero fue derrotado por el serbio Novak Djokovic en cuartos por 6-4, 4-6 y 6-3. En el Torneo de Niza venció en segunda ronda al italiano Andreas Seppi por 6-3 y 6-2, pero cayó con el ucraniano Aleksandr Dolgopólov por 6-4, 1-6, 7-5.

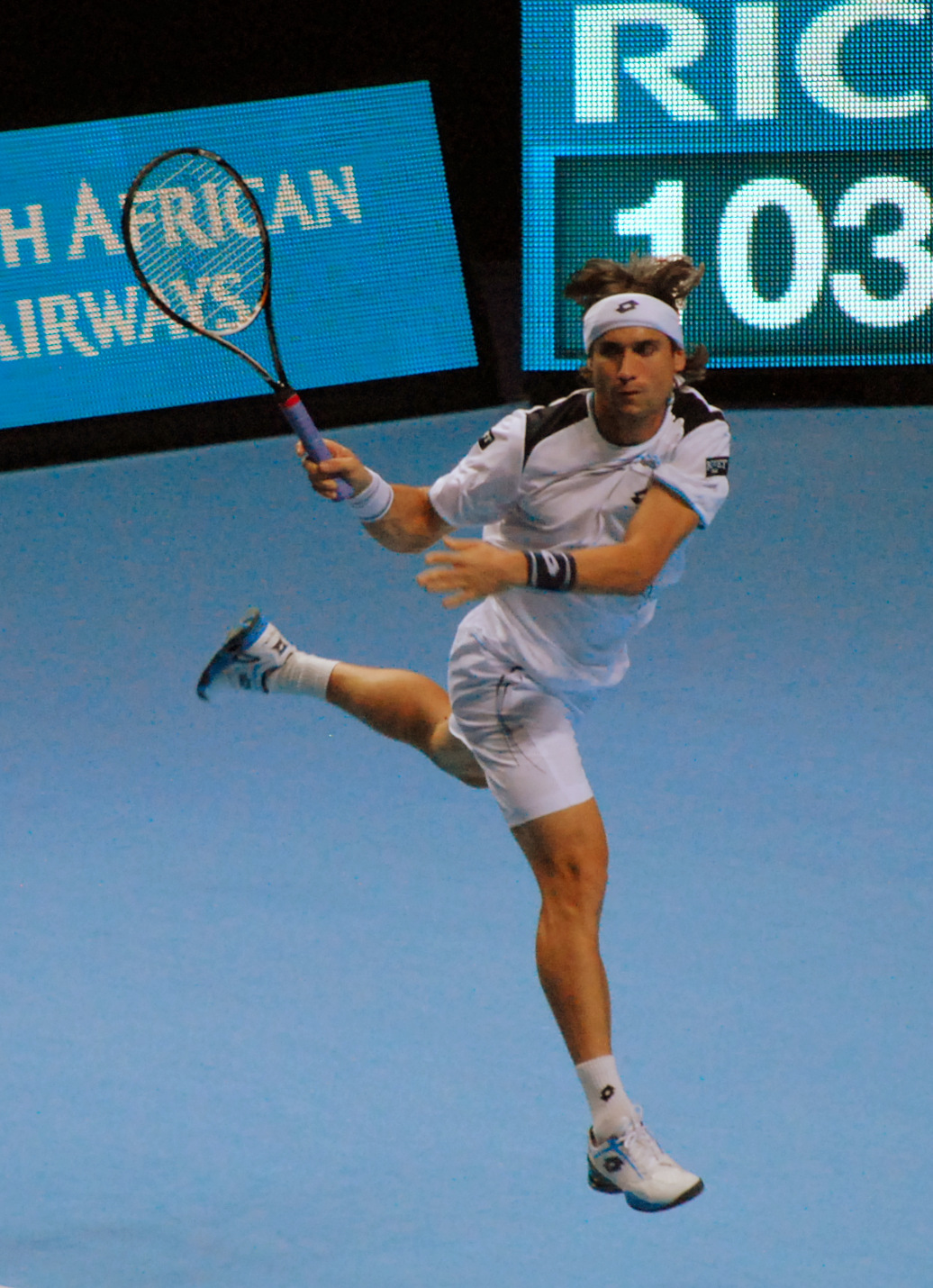
Ferrer durante un partido del roun-robin de las ATP World Tour Finals 2011.

En Roland Garros derrotó en primera ronda a Jarkko Nieminen por 6-3, 6-3, 6-1, después en segunda ronda venció al local Julien Benneteau por 6-3, 6-4, 6-2, en tercera venció muy fácil al ucraniano Sergui Stajovski por 6-1, 6-1, 6-3, pero fue derrotado en cuarta ronda por el francés Gaël Monfils en 5 sets por 6-4, 2-6, 7-5, 1-6, 8-6.
En Wimbledon derrotó en primera ronda al francés Benoît Paire por un triple 6-4, en segunda ronda tuvo un duro encuentro con el estadounidense Ryan Harrison a quien venció en 5 sets por 6-7 (6), 6-1, 4-6, 6-3, 6-2, en tercera ronda venció en sets corridos a Karol Beck por 6-4, 6-3, 6-3, pero fue derrotado en sets corridos por el francés Jo-Wilfried Tsonga por 6-3, 6-4, 7-6 (1).
Después jugó los cuartos de final de la Copa Davis frente a Estados Unidos donde jugó el 2° y 4° punto donde derrotó a Andy Roddick por 7-6 (9), 7-5, 6-3, finalmente sello el pase a semifinales tras vencer a Mardy Fish por 7-5, 7-6 (3), 5-7, 7-6 (5).
En Bastad venció en segunda ronda a Pere Riba por 6-2 y 7-6 (4), en cuartos de final arrolló al austriaco Andreas Haider-Maurer por 6-1 y 6-1, en semifinales también aplastó a su compatriota y campeón defensor Nicolás Almagro por 6-1 y 6-3, pero no pudo recuperar la corona tras caer en la final con el campeón de 2009 Robin Söderling por 6-2 y 6-2.
En el Masters de Cincinnati llegó hasta la tercera ronda donde perdió con el francés Gilles Simon por 6-4, 6-7(3), 6-4.
En el US Open debutó en primera ronda derrotando al ruso Igor Andreev por 2-6, 6-3, 6-0, 6-4, después venció en sets corridos a James Blake por 6-4, 6-3, 6-4 y a Florian Mayer por 6-1, 6-2, 7-6(2), hasta que cayó en cuarta ronda con el estadounidense Andy Roddick por 6-3, 6-4, 3-6, 6-3.
En las semifinales de la Copa Davis frente a Francia jugó el segundo punto derrotando a Gilles Simon por 6-1, 6-4, 6-1, hasta que Rafael Nadal le dio el pase final a los españoles tras vencer a Jo-Wilfried Tsonga en sets corridos.
Ganó al argentino Juan Martín del Potro en la final de la Copa Davis, obteniendo para así su equipo el segundo punto, después de que su compañero Rafael Nadal hiciera lo propio en el primer partido contra Juan Mónaco
Al final de la temporada, destacó su participación en el ATP World Tour Finals llegando a semifinales, donde fue derrotado en un memorable partido contra Roger Federer por 7-5, 6-3.

### 2012
Ferrer empezaría el año como N.º 5 del mundo. En 2012 empezaría repitiendo el triunfo del año anterior al ganar nuevamente el torneo de Auckland, esta vez ante Olivier Rochus por 6-3 6-4.
En el primer Grand Slam del año en Melbourne, llegó a cuartos de final, en donde cayó ante un implacable Novak Đoković por 6-4 7-6 6-1.
En su gira latinoamericana, obtuvo dos títulos en semanas consecutivas: en Buenos Aires derrotó en la final a su compatriota Nicolás Almagro por 4-6 6-3 6-2 y una semana después haría lo propio en Acapulco, quedándose con el trofeo por un contundente 6-1 6-2 ante Fernando Verdasco quien pidió disculpas al público por su pobre desempeño.
En la apertura de temporada de los Masters 1000, David perdió en la ronda de 16 en el Masters de Indian Wells ante Denis Istomin por 6-4 6-3, y alcanzó los cuartos de final en el Masters de Miami tras derrotar a Juan Martín del Potro, perdiendo por segunda vez en el año ante el número 1 del mundo Novak Đoković por 6-2 7-6.
La temporada de tierra empezó con una inesperada derrota contra Thomaz Bellucci en segunda ronda del Masters de Montecarlo. Después llegaría a la final de Barcelona por cuarta vez en cinco años donde fue derrotado por Rafael Nadal como las tres veces anteriores. En mayo caería en cuartos del Masters 1000 de Madrid ante Roger Federer y en semifinales de Roma ante Rafael Nadal. Para terminar la temporada de tierra hace un magnífico papel en Roland Garros donde lograría su mejor resultado alcanzar las semifinales en la que cae derrotado ante Rafael Nadal (6-2 6-2 6-1). 

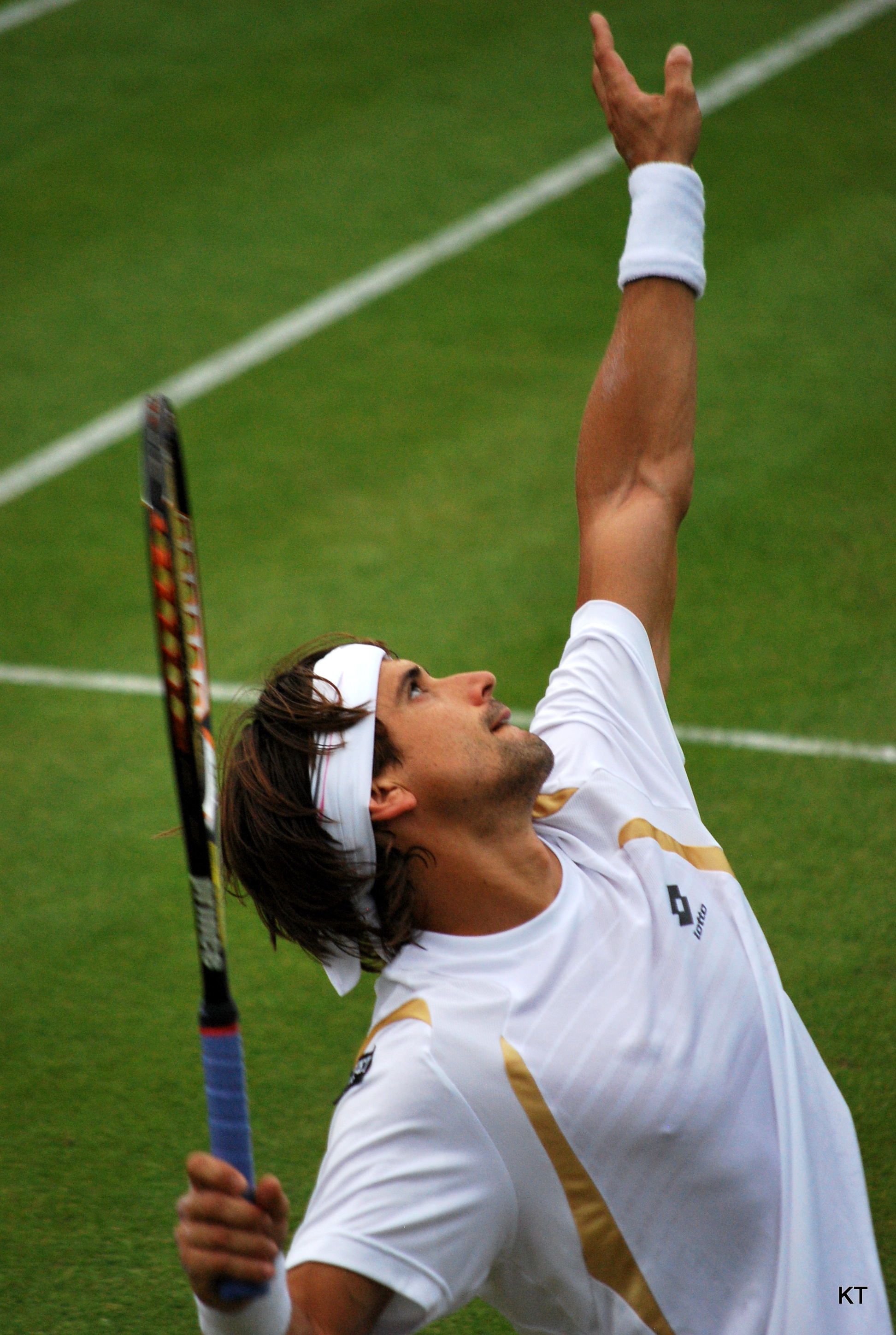
David Ferrer al servicio en el Campeonato de Wimbledon 2012.

Consiguió en Hertogenbosch la segunda victoria de su vida sobre hierba. En cuarta ronda de Torneo de Wimbledon ganó por primera vez a un Top 10 en esta misma superficie derrotando al argentino Juan Martín del Potro (6-3, 6-2, 6-3). Torneo en el que acabó sucumbiendo una ronda después ante el escocés Andy Murray (7-6, 6-7, 4-6, 6-7).
En el cuadro de individuales de los Juegos Olímpicos de Londres 2012 solo pudo llegar hasta la tercera ronda, donde fue derrotado por el japonés Kei Nishikori (0-6, 6-3, 6-4). Sin embargo, en el cuadro de dobles, formando pareja con Feliciano López, fue capaz de llegar hasta las semifinales donde fueron derrotados en un durísimo partido por los franceses Michaël Llodra y Jo-Wilfried Tsonga (6-3, 4-6 y 18-16) en el que dispusieron de hasta cuatro bolas de partido. En la final de consolación por el tercer y cuarto puesto, acusaron el desgaste del partido de semifinales y no fueron capaces de superar a los también franceses Richard Gasquet y Julien Benneteau (7-6(4) y 6-2).
Después de caer en segunda ronda de Cincinnati en el que fue su único partido de preparación para el US Open, llegó a Flushing Meadows donde alcanzó las semifinales en las que puso en dificultades a Novak Djokovic gracias a su mejor adaptación a las malas condiciones meteorológicas pero que, tras aplazarse el partido al día siguiente, acabaría cayendo de forma contundente (6-2, 1-6, 4-6, 2-6).
Una semana más tarde ganaría sus dos partidos en la semifinal de la Davis en Gijón contra Estados Unidos ayudando así a alcanzar la cuarta final en cinco años.
Semanas después haría una discreta gira asiática al perder en semifinales de Kuala Lumpur, retirase en primera ronda de Pekín y no jugar el Masters de Shanghái por lesión. Pero si se recuperaría para revalidar el título en Valencia, su ciudad natal, al ganar en la final a Aleksandr Dolgopólov (6-1, 3-6, 6-4) y así dedicarle la victoria a su compañero, amigo y recién retirado Juan Carlos Ferrero con el que también logró llegar a semifinales del cuadro de dobles.
Casi sin tiempo para descansar viajó a Francia al Masters de París donde cuajó un gran torneo aprovechando la rápida eliminación de los grandes favoritos y venció en la final a la revelación del torneo Jerzy Janowicz por 6-4, 6-3 para hacerse con su título individual de mayor prestigio y convertirse en el jugador de más títulos en el circuito durante 2012 con un total de siete.
En el último torneo del año, la Copa de Maestros, David ganó su primer partido a Juan Martín del Potro, perdió su segundo contra Roger Federer y ganó su tercero a Janko Tipsarević en un partido intrascendente porque ya se encontraba eliminado.
El fin de semana siguiente concluyó la temporada con otras dos victorias en la final de la Copa Davis que no fueron suficientes para que el jugador valenciano ganara su cuarta Davis pero que le convirtieron en el jugador con más victorias en la temporada con un total de 76 por tan solo 15 derrotas en la que él mismo ha calificado como la mejor temporada de su carrera.
Su gran amigo Alejandro Tárraga, quién le ayudó en momentos decisivos de su carrera.
Durante la temporada 2012 alcanzó ocho finales y conquistó siete títulos (1 Masters 1000, 2 ATP 500, y 4 ATP 250), convirtiéndose en el tenista con más títulos de la temporada, así como también con más victorias, alcanzando 76. Ambos récords por encima de los del número uno del mundo Rafael Nadal, con 6 títulos y 75 victorias en la temporada.

### 2013
Ferrer comenzó su temporada 2013, defendiendo con éxito su título en el Torneo de Auckland venciendo en la final al alemán Philipp Kohlschreiber por 7-6 y 6-1. Llegó a las semifinales del Abierto de Australia 2013, por segunda vez en tres años, derrotando a Oliver Rochus, Tim Smyczek, Marcos Baghdatis, Kei Nishikori y Nicolás Almagro (al que remontó dos sets), pero en su camino se cruzó el n.º 1 del mundo Novak Djokovic cayendo por un contundente 6-2, 6-2 y 6-1 por segunda vez en tres años. A raíz de las continuas ausencias de Rafael Nadal en el ATP Tour, Ferrer se convirtió en el español n.º 1 por primera vez en su carrera, volviendo a entrar en el Top 4 en la clasificación el 28 de enero de 2013.
Ferrer ganó el Torneo de Buenos Aires, pero perdió ante precisamente ante Nadal la final del Abierto Mexicano de Tenis en Acapulco, tras esto Ferrer volvió a bajar al n.º 5 del ranking por detrás de Nadal el 18 de marzo, tras ganar el título Nadal en Indian Wells y Acapulco.
Llegó a la final del Masters de Miami, que perdió ante Andy Murray tras remontar el escocés un set en contra, tras esto, de nuevo Ferrer se coló entre los cuatro primeros a costa de Nadal, en la semana del 1 de abril de 2013.
Comenzó la temporada de tierra batida, retirándose del Masters de Montecarlo y perdió ante Nadal en losrestantes Masters 1000 de tierra batida, Madrid y Roma en ambos en cuartos de final, y en tres sets. Ferrer perdió ante Stanislas Wawrinka en la final del Torneo de Oeiras. Ferrer volvía a perder el n.º 4 del ranking, otra vez en detrimento de Nadal.
Ferrer llegó a su primera final de Grand Slam en Roland Garros sin perder ni un set. Derrotó a tres de sus compatriotas, Albert Montañés, Feliciano López y Tommy Robredo y a Marinko Matosevic y Kevin Anderson todos ellos en sets corridos, para llegar a su sexta semifinal de Grand Slam. En dicha ronda derrotó al sexto cabeza de serie Jo-Wilfried Tsonga, también en tres sets (6-1, 7-6 y 6-2) para llegar a la final, donde fue derrotado por su compatriota y defensor del título Rafael Nadal (6-3, 6-2 y 6-3). A pesar de no ganar el título, Ferrer recuperó el número 4 del mundo tras ganar más puntos que el año anterior, mientras que Nadal solo defendía su título.
Comenzó su preparación para Wimbledon en el Torneo de 's-Hertogenbosch, donde cayó en la primera ronda ante veterano belga Xavier Malisse.
Ya en Wimbledon, en primera ronda le costó derrotar al argentino Martín Alund en cuatro sets. En las siguientes rondas jugó con el tobillo izquierdo infiltrado, a pesar de lo cual llegó a alcanzar los cuartos de final. Mermado por la lesión y con el cansancio acumulado de los largos partidos jugados se enfrentó al argentino Juan Martín del Potro, n.º 8 en el ranking ATP, y que se presentó en la pista central del All England Club con un aparatoso vendaje en la rodilla. Aunque favorito, David Ferrer perdió el encuentro por 6-2, 6-4 y 7-6, tras 2 horas y 16 minutos. Tras la derrota de Roger Federer en segunda ronda del torneo inglés, Ferrer ascendería por primera vez al n.º 3 del ranking mundial, hiciera lo que hiciera en Wimbledon ya que Federer, defendía título y perdió muchos puntos. Dicha clasificación aparecería oficialmente tras la clausura del torneo londinense, el 8 de julio de 2013.

Ferrer en el Abierto de Estados Unidos 2013, donde consiguió llegar a su octavos cuartos de final consecutivos de Grand Slam.

Tras Wimbledon, no volvió a jugar hasta principios de agosto, cuando disputó el Masters de Canadá, donde cayó sorpresivamente y por contundencia (2-6 y 4-6) ante el ruso Alex Bogomolov Jr. Una semana después disputó el Masters de Cincinnati, ganando con dificultades a Ryan Harrison en segunda ronda y cayendo de nuevo por idéntico marcador frente al que perdió con Bogomolov en Montreal, ante otro ruso, Dmitri Tursúnov. 
No pudo llegar por segundo año seguido a semifinales del US Open, perdiendo con Richard Gasquet en 5 sets en cuartos de final. Perdió de nuevo con Gasquet en cuartos de final del Torneo de Beijing. Perdió en tercera ronda del Masters de Shanghái (cayendo ante Florian Mayer). El 7 de octubre se confirmó su clasificación a las ATP World Tour Finals por cuarto año seguido.
Posteriormente llegó a dos finales consecutivas, en el Torneo de Estocolmo (perdiendo ante Grigor Dimitrov, cuando tenía un set de ventaja (2-6, 6-3 y 6-4)) y en el Torneo de Valencia donde no pudo revalidar su título del año anterior (perdiendo ante el ruso Mijaíl Yuzhny por 3-6 y 5-7).
Comenzó la defensa de su título en el Masters de París derrotando a Lukáš Rosol en segunda ronda, a Gilles Simon en tercera ronda y a Tomáš Berdych en cuartos de final. En semifinales se cruzó contra su compatriota y n.º 1 Rafael Nadal, al que derrotó en un gran partido de Ferru por 6-3 y 7-5. No pudo revalidar su título al caer en la final ante el serbio y n.º 2 del mundo Novak Djokovic por un doble 5-7.
Perdió sus tres partidos del asalto-robin de las ATP World Tour Finals, ante Rafael Nadal, Stanislas Wawrinka y Tomáš Berdych, debido al cansancio acumulado durante toda la temporada. Tras esto puso final a una nueva excelente campaña finalizando como n.º 3 del mundo por primera vez en su carrera.

### 2014
Comenzó la temporada disputando el Torneo de Doha donde llegaba como segundo favorito. En primera ronda sufrió para derrotar a Aleksandr Dolgopólov por un tanteo de 3-6, 7-5 y 3-6; en segunda ronda cayó sorprendentemente ante el alemán Daniel Brands por 6-4 y 7-5. Luego volvió a disputar el Torneo de Auckland donde defendía título y una buena cantidad de puntos. En segunda ronda volvió a sufrir para derrotar al estadounidense Donald Young por parciales de 6-7 (5), 6-3 y 6-1. En cuartos de final volvió a sufrir ante su compatriota Guillermo García-López al que ganó por 6-3, 5-7 y 6-4. En semifinales fue derrotado por Yen-Hsun Lu por un tanteo de 4-6 y 6-7(4) con lo que no pudo defender su título con éxito.
Como preclasificado n.º 3 llegaba al primer Grand Slam del año el Abierto de Australia 2014. En primera ronda derrotó al colombiano Alejandro González (hombre que debutaba en Grand Slam) por 3-6, 4-6 y 4-6. En segunda ronda sufrió para derrotar al francés Adrian Mannarino por un tanteo de 6-7, 7-5, 0-6 y 3-6. En tercera ronda derrotó cómodamente a Jérémy Chardy por 2-6, 6-7 y 2-6. En cuarta ronda logró una victoria trabajada ante Florian Mayer por 7-6, 5-7, 2-6 y 1-6. En cuartos de final cayó ante el n.º 7 Tomáš Berdych por parciales de 6-1, 6-4, 2-6 y 6-4. Con este resultado perdía un buen puñado de puntos, debido a su semifinal del año pasado, y dado que Stanislas Wawrinka sorprendía ganando el torneo eso supuso su bajada hasta el n.º 5 en el ranking. 
Vuelve a la competición en la Copa Claro (Buenos Aires), al concederle la organización una wild card por la ausencia de Rafael Nadal. En primera ronda derrota a Máximo González por 7-6(7), 6-4. En segunda ronda derrota por idéntico marcador a Santiago Giraldo. En cuartos de final obtiene un a contundente victoria ante Albert Ramos por 6-1 y 6-2. Ya en semifinales también vence sin dificultades a Nicolás Almagro por 6-4 y 6-2. Acaba adjudicándose el torneo venciendo en la final a un enrachado Fabio Fognini por un tanteo de 6-4 y 6-3. Con esta victoria (21) se convierte en el tercer tenista español de la historia con más títulos por detrás de Rafael Nadal y Manuel Orantes; y el jugador de tenis de la Comunidad Valenciana con más títulos de la historia. Dos días después comienza su participación en el reciente torneo Rio Open 500. En primera ronda se deshace cómodamente del francés Jerémy Chardy por 6-2, 6-3. En segunda ronda suma otra victoria ante el argentino Federico Delbonis por 7-6(2), 6-1. En cuartos de final logra una victoria trabajada ante el local Thomaz Bellucci por parciales de 4-6, 6-3 y 6-3 en un partido en el que salvó seis de ocho bolas de quiebre. En semifinales cae ante el ucraniano Aleksandr Dolgopólov por un doble 4-6. Luego jugaría el Torneo de Acapulco. En primera ronda derrotó a Mijaíl Kukushkin por 6-2, 6-3 y en segunda a su compatriota Feliciano López por 7-6(1), 6-2. Se retiró por una lesión en el aductor izquierdo cuando ganaba 6-2 y 2-4 ante Kevin Anderson en cuartos de final; anunciando luego su no presentación al Masters de Indian Wells.
Ferrer sí que jugó en el Masters 1000 de Miami, donde defendía 500 puntos de su final lograda al año anterior. En segunda ronda derrotó al ruso Teimuraz Gabashvili por un cómodo 6-4 y 6-0. En tercera ronda también ganó fáci a Andreas Seppi por 6-3 y 6-2. En cuarta ronda no pudo convertir cuatro bolas de partido en su partido ante el japonés Kei Nishikori perdiendo por parciales de 7-6(7), 2-6 y 7-6(9).
Llegó a semifinales del ATP World Tour Masters 1000 de Montecarlo (perdiendo con Stanislas Wawrinka) por tercera vez en los últimos cuatro años. Venció a Rafael Nadal por primera vez en 10 años en cuartos de final. Cortó racha de 17 derrotas seguidas ante Nadal en arcilla y fue la primera derrota de Nadal en Montecarlo antes de la final desde su debut en 2003 (3R). Fue su quinta victoria sobre un n.º 1: contra Nadal (tres veces, primera en arcilla), Djokovic, Agassi (Roma '03). Fue el cuarto jugador en vencer a Nadal múltiples veces en arcilla, junto a Djokovic (3), Gastón Gaudio (3) y Roger Federer (2). Avanzó a su 13a SF ATP Masters 1000 (6-7). Cayó ante Teimuraz Gabashvili en segunda ronda de Barcelona.
Llegó a las semifinales del ATP World Tour Masters 1000 de Madrid y cayó en tres sets ante Kei Nishikori. Alcanzó los cuartos de final del ATP World Tour Masters 1000 de Roma por tercer año consecutivo cayendo ante Novak Djokovic en tres sets. En una repetición de la final de Roland Garros 2013, perdió con Nadal en cuatro sets en cuartos de final.
El 16 de junio se retiró de 's-Hertogenbosch por enfermedad. Como favorito n.º 7, perdió ante Andréi Kuznetsov en cinco sets en segunda ronda de Wimbledon.
El 20 de julio quedó 21-23 en finales al caer ante Leonardo Mayer en Hamburgo (7-6(5) en muerte súbita del 3.er set). Quería ser el sexto campeón español en Hamburgo desde 1990.
Empeoró a 0-15 de por vida contra Roger Federer, perdiendo en tres sets en cuartos de final del ATP World Tour Masters 1000 de Toronto. El 13 de agosto salvó dos puntos de partido en el 5-6, 15/40 del segundo set contra Philipp Kohlschreiber para ganar en tres tie break en segunda ronda del World Tour Masters 1000 de Cincinnati. Llegó a la final de Cincinnati (perdiendo ante Federer), ahora está 1-6 en finales ATP World Tour Masters 1000 y 21-24 en general en su carrera. Había alcanzado previamente dos cuartos de final en Cincinnati en 2006-07. Su racha de 16 victorias en tercera ronda de Grand Slam se acabó con una derrota ante Gilles Simon en el US Open.
Cayó en primera ronda de Tokio (perdiendo ante Marcel Granollers 6-4 en el tercer set).
El 18 de octubre redujo a 21-25 su marca en finales ATP World Tour después de caer por 7-5 en el tercer set ante Andy Murray en la final de Viena. Fue su segunda final ATP World Tour del año. Fue la primera vez desde 's-Hertogenbosch 2004 (Llodra derrotó a Coria) que dos invitados llegaban a una final ATP World Tour. El 22 de octubre registró su victoria n.º 50 de 2014 frente a Andreas Seppi en primera ronda de Valencia. Llegó a semis de Valencia (p. Murray), y consiguió su victoria n.º 600 sobre Thomaz Bellucci en cuartos de final. Es el cuarto jugador activo en alcanzar la marca después de Roger Federer, Rafael Nadal y Lleyton Hewitt.
Estrechamente no pudo clasificarse para las Finales Barclays ATP World Tour por quinto año consecutivo - y el sexta vez - tras perder ante Kei Nishikori 6-4 en el tercer set de los cuartos de final en el ATP World Tour Masters 1000 de París.
Entró como suplente en las Finales Barclays ATP World Tour contra Nishikori, reemplazando al lesionado Milos Raonic. Fue el primer suplente en jugar en el evento desde que Janko Tipsarević en 2011 reemplazó a Murray. Fue el sexto año que Ferrer jugó el certamen de cierre de temporada. Terminó 2014 con marca de 54-24, incluyendo un título y $2,809,026 en premios en dinero.

### 2015
Abrió la temporada capturando su 22do título en el ATP World Tour en Doha (venciendo a Tomáš Berdych en dos sets). Como cabeza de serie n.º 9, cayó ante el cabeza de serie n.º 5 Kei Nishikori en tres sets en la cuarta ronda del Abierto de Australia. Fue su quinta derrota consecutiva ante el japonés.
El 22 de febrero, disputó su final número 27 en el circuito en tierra batida (12-15) y logró su segundo título ATP World Tour del 2015 en Río de Janeiro. Batió a Fabio Fognini en dos sets. Fue la primera vez en el ATP World Tour desde el 24 de marzo de 1975 que hubo tres ganadores individuales de 30 años o más en el mismo día -Ivo Karlović (35) en Delray Beach, Ferrer (32) en Río de Janeiro y Gilles Simon (30) en Marsella. El 24 de marzo de 1975, Mark Cox (31a, 8m) en Atlanta WCT, Rod Laver (36a, 7m) en Orlando WCT y Ken Rosewall (40a, 4m) en Jackson había ganado títulos. El 28 de febrero, capturó su cuarto título de Acapulco (también 2010-12), superando a Nishikori en la final. Fue su tercer título ATP World Tour del año 8en apenas un mes) y el 24 en general.
Cayó ante Bernard Tomic en la tercera ronda en el ATP World Tour Masters 1000 de Indian Wells. Alcanzó los cuartos de final (o mejor) en el ATP World Tour Masters 1000 de Miami por cuarta vez en los últimos cinco años, perdiendo ante Novak Djokovic.
Alcanzó los cuartos de final en el ATP World Tour Masters 1000 de Montecarlo (perdiendo ante Rafael Nadal). Llegó a semifinales en Barcelona, (cayendo ante Pablo Andújar). Llegó a los cuartos de final del ATP World Tour Masters 1000 de Madrid (perdiendo con Kei Nishikori, al igual que el año pasado).
Batió a Richard Gasquet, Guillermo García-López y David Goffin en el camino a sus cuartas semifinales en el ATP World Tour Masters 1000 de Roma (perdiendo ante Novak Djokovic). Llegó a los cuartos de final de Roland Garros (o mejor) por sexta vez, perdiendo ante Andy Murray en cuatro sets . Batió a Simone Bolelli en apretados cinco sets y a Marin Čilić en cuarta ronda.

## Clasificación histórica
| Torneos de Grand Slam                                                                      |                 |                 |                 |                 |                 |                 |                 |                 |                 |                 |                 |                 |                 |                 |                 |                 |                 |         |         |
| Torneo                                                                                     | 2003            | 2004            | 2005            | 2006            | 2007            | 2008            | 2009            | 2010            | 2011            | 2012            | 2013            | 2014            | 2015            | 2016            | 2017            | 2018            | 2019            | Títulos | G-P     |
| Abierto de Australia                                                                       | 1R              | 2R              | 1R              | 4R              | 4R              | CF              | 3R              | 2R              | SF              | CF              | SF              | CF              | 4R              | CF              | 3R              | 1R              | A               | 0       | 41-16   |
| Roland Garros                                                                              | 2R              | 2R              | CF              | 3R              | 3R              | CF              | 3R              | 3R              | 4R              | SF              | F               | CF              | CF              | 4R              | 2R              | 1R              | A               | 0       | 44-16   |
| Wimbledon                                                                                  | 2R              | 2R              | 1R              | 4R              | 2R              | 3R              | 3R              | 4R              | 4R              | CF              | CF              | 2R              | A               | 2R              | 3R              | 1R              |                 | 0       | 27-14   |
| Abierto de EE.UU.                                                                          | 1R              | 1R              | 3R              | 3R              | SF              | 3R              | 2R              | 4R              | 4R              | SF              | CF              | 3R              | 3R              | 3R              | 1R              | 1R              |                 | 0       | 30-13   |
| Total                                                                                      | 0               | 0               | 0               | 0               | 0               | 0               | 0               | 0               | 0               | 0               | 0               | 0               | 0               | 0               | 0               | 0               | 0               | 0       | 137-55  |
| ATP World Tour Finals                                                                      | 2003            | 2004            | 2005            | 2006            | 2007            | 2008            | 2009            | 2010            | 2011            | 2012            | 2013            | 2014            | 2015            | 2016            | 2017            | 2018            | 2019            | Títulos | G-P     |
| World Tour Finals                                                                          | -               | -               | -               | -               | F               | -               | -               | RR              | SF              | RR              | RR              | RR              | RR              | -               | -               | -               | -               | 0       | 8-14    |
| Total                                                                                      | 0               | 0               | 0               | 0               | 0               | 0               | 0               | 0               | 0               | 0               | 0               | 0               | 0               | 0               | 0               | 0               |                 | 0       | 8-7     |
| Juegos Olímpicos                                                                           | 2003            | 2004            | 2005            | 2006            | 2007            | 2008            | 2009            | 2010            | 2011            | 2012            | 2013            | 2014            | 2015            | 2016            | 2017            | 2018            | 2019            | Títulos | G-P     |
| Juegos Olímpicos                                                                           | ND              | A               | No disputado    | No disputado    | No disputado    | 1R              | No disputado    | No disputado    | No disputado    | 3R              | No disputado    | No disputado    | No disputado    | 2R              | No disputado    | No disputado    | No disputado    | 0       | 3-3     |
| Total                                                                                      | 0               | 0               | 0               | 0               | 0               | 0               | 0               | 0               | 0               | 0               | 0               | 0               | 0               | 0               | 0               | 0               | 0               | 0       | 2-2     |
| Torneo                                                                                     | 2003            | 2004            | 2005            | 2006            | 2007            | 2008            | 2009            | 2010            | 2011            | 2012            | 2013            | 2014            | 2015            | 2016            | 2017            | 2018            | 2019            | G-P     | Títulos |
| Indian Wells                                                                               | 1R              | 1R              | 3R              | 2R              | CF              | 3R              | 4R              | 2R              | 2R              | 3R              | 2R              | A               | 3R              | A               | A               | 3R              | 2R              | 12-14   | 0       |
| Miami                                                                                      | 1R              | 1R              | SF              | SF              | 4R              | 2R              | 4R              | 4R              | CF              | CF              | F               | 4R              | CF              | 3R              | 2R              | 3R              | 3R              | 33-16   | 0       |
| Montecarlo                                                                                 | 1R              | A               | CF              | CF              | CF              | CF              | 3R              | SF              | F               | 2R              | A               | SF              | CF              | A               | A               | A               | A               | 26-11   | 0       |
| Madrid                                                                                     | 2R              | 1R              | CF              | 2R              | 2R              | 2R              | 2R              | SF              | CF              | CF              | CF              | SF              | CF              | 3R              | 3R              | A               | 2R              | 22-15   | 0       |
| Roma                                                                                       | 2R              | 3R              | SF              | 1R              | 1R              | 2R              | 1R              | F               | A               | SF              | CF              | CF              | SF              | 3R              | 2R              | A               |                 | 20-12   | 0       |
| Canadá                                                                                     | A               | 2R              | 2R              | 1R              | 2R              | 3R              | 2R              | 1R              | A               | A               | 2R              | CF              | A               | A               | 3R              | 1R              |                 | 9-11    | 0       |
| Cincinnati                                                                                 | A               | 1R              | 2R              | CF              | CF              | 2R              | 3R              | 3R              | 3R              | 2R              | 3R              | F               | A               | 1R              | SF              | 1R              |                 | 17-13   | 0       |
| Shanghái                                                                                   | No Masters 1000 | No Masters 1000 | No Masters 1000 | No Masters 1000 | No Masters 1000 | No Masters 1000 | 2R              | 3R              | F               | A               | 3R              | CF              | 2R              | 1R              | A               | A               |                 | 13-13   | 0       |
| París                                                                                      | A               | 1R              | CF              | 2R              | CF              | 2R              | A               | 3R              | CF              | G               | F               | CF              | SF              | 1R              | 1R              | A               |                 | 21-12   | 1       |
| Hamburgo                                                                                   | 1R              | CF              | 1R              | CF              | CF              | 3R              | No Masters 1000 | No Masters 1000 | No Masters 1000 | No Masters 1000 | No Masters 1000 | No Masters 1000 | No Masters 1000 | No Masters 1000 | No Masters 1000 | No Masters 1000 | No Masters 1000 | 10-6    | 0       |
| Total                                                                                      | 0               | 0               | 0               | 0               | 0               | 0               | 0               | 0               | 0               | 1               | 0               | 0               | 0               | 0               | 0               | 0               | 0               | 182–111 | 1       |
| Leyenda: G:Ganador; F:Finalista; SF:Semifinalista; CF:Cuartos de final; R:Ronda; A:Ausente |                 |                 |                 |                 |                 |                 |                 |                 |                 |                 |                 |                 |                 |                 |                 |                 |                 |         |         |

## Ranking ATP al final de la temporada
| Año                     | 2000 | 2001 | 2002 | 2003 | 2004 | 2005 | 2006 | 2007 | 2008 | 2009 | 2010 | 2011 | 2012 | 2013 | 2014 | 2015 | 2016 | 2017 | 2018 |
| Ranking En Individuales | 406  | 209  | 59   | 71   | 49   | 14   | 14   | 5    | 12   | 17   | 7    | 5    | 5    | 3    | 10   | 7    | 21   | 37   | 125  |

## Premios, reconocimientos y distinciones
- Mejor Deportista Masculino de 2005 (finalista en 2006 y 2011) en los Premios Deportivos Provinciales de la Diputación de Alicante[11]
- Medalla de Oro – Real Orden del Mérito Deportivo - 2019